# روي دانفورث
روي دانفورث (بالإنجليزية: Roy Danforth)‏ هو مدرب كرة سلة أمريكي، ولد في 1936.